# Carlos Zbinden
Carlos Luis Zbinden Brito, né le 2 décembre 1976, est un athlète chilien, spécialiste du 400 m et du 400 m haies.
Son meilleur résultat est de 49 s 72, obtenu à Alcorcón en 1998, record national du Chili.